# هو چانگ-سو
هو چانگ-سو (انگلیسی: Huh Chang-soo؛ زادهٔ ۶ اکتبر ۱۹۴۸) کارآفرین و مدیر ارشد اجرایی کره‌ای است، که در حال حاضر به‌عنوان رییس هیئت مدیره گروه جی‌اس و باشگاه فوتبال سئول فعالیت می‌نماید.